# Шилоклювые тимелии
Шилоклювые тимелии (лат.  Pomatostomidae) — семейство воробьиных птиц. В семействе единственный род — Pomatostomus Cabanis, 1850.

## Список видов
Международный союз орнитологов относит к семейству 2 рода и 5 видов:
- Garritornis Iredale, 1956
  - Garritornis isidorei (Lesson, RP, 1827)
- Pomatostomus Cabanis, 1850.
  - Сероголовая шилоклювая тимелия Pomatostomus temporalis (Vigors & Horsfield, 1827)
  - Белогорлая шилоклювая тимелия Pomatostomus halli Cowles, 1964
  - Белобровая шилоклювая тимелия Pomatostomus superciliosus Vigors & (Horsfield, 1827)
  - Красноголовая шилоклювая тимелия Pomatostomus ruficeps (Hartlaub, 1852)